# Jugoistok
Jugoistok je jedna od sporednih strana svijeta. Nalazi se između juga i istoka, a suprotno sjeverozapadu.
Označava se sa 135°.